# Martin Eisenbeck
Martin Bernhard Eisenbeck (* 13. Februar 1895 in Trebschen; † 1981) war ein deutscher Offizier und Funktionär des Reichsarbeitsdienstes.

## Leben
Eisenbeck war in der Armee bis zum Oberleutnant aufgestiegen.
1931 trat er in den Freiwilligen Arbeitsdienst ein und wurde unter anderem zusammen mit Wilhelm Decker vom Fememörder Paul Schulz in einem Schulungslager in der Bauernhochschule in Tzschetzschnow bei Frankfurt an der Oder ausgebildet. Im Mai desselben Jahres trat er der SA bei und schloss sich zum 1. Juni 1931 der NSDAP an (Mitgliedsnummer 586.646).
1933 wurde er in Frankfurt (Oder) Gauarbeitsführer. Als solcher war er seit 1935 einer der 18 Preußischen Provinzialräte in den Provinzen Brandenburg und Grenzmark Posen-Westpreußen, der von Hermann Göring ernannt worden war. Gegen Ende des Zweiten Weltkrieges erfolgte seine Beförderung zum Obergeneralarbeitsführer. Nach 1945 lebte er in Aurich.

## Auszeichnungen
- 1945: Ritterkreuz des Kriegsverdienstkreuzes mit Schwertern
- Bundesverdienstkreuz 1. Klasse